# Катмай
Катмай — стратовулкан (Аляска, США). Діаметр кальдери — 10 км. Висота — 2047 м. Останнє виверження — 1912 рік. Глибина кратерного озера — 240 м.
Вулкан знаходиться на території однойменного національного парку.

## Виверження
6 червня 1912 року розпочалося виверження, яке тривало до 9 червня. Воно стало найбільшим у 20 ст. Стовп попелу досягав 20 км висоти. Гуркіт було чути в Джуно, столиці Аляски, за 1200 км У повітря вилетіло 18 км³ попелу та розжареного каміння. Через попіл у повітрі на Алясці тиждень були сутінки, а літо видалося холодним. Після вибуху утворилося кратерне озеро діаметром 1,5 км.
Висота вулкану після виверження становить 2047 м над рівнем моря.